# Johanne Grundt Hansen
Johanne Grundt Højgård Hansen (født 2001 i Næstved) er en dansk fotomodel og skønhedsdronning, vinder af Miss Denmark 2021-konkurrencen.

## Biografi
Hansen er født og opvokset i Næstved. Hun blev student i sommers og har nu et sabbatår, hvor hun arbejder som tjener på en koreansk restaurant. Derudover er hun model for bureauet BasicCPH og underviser desuden i karate. Hansen har trænet karate i over 12 år, og fik i sommeren 2019 sit sorte bælte. Da hun er færdig med sit sabbatår, drømmer hun om at studere kinesisk, som hun blev betaget af i løbet af sin gymnasietid.
Den 29. november 2021 startede Hansen sin karriere i skønhedskonkurrencen i Miss Danmark 2021-konkurrencen på Odd Fellow Palæet. Hun vandt titlen og efterfulgte Miss Danmark 2019 Katja Stokholm.

## Eksterne links
- missdanmark.dk
- Johanne Grundt Hansen på Instagram